# روني كينغ
روني كينغ (بالإنجليزية: Ronnie King)‏ هو ملحن وموسيقي ومنتج أسطوانات أمريكي، ولد في 16 سبتمبر 1963 في لوس أنجلوس في الولايات المتحدة.